# Gymnopteris decurrens
Gymnopteris decurrens là một loài thực vật có mạch trong họ Adiantaceae. Loài này được Hook. miêu tả khoa học đầu tiên năm 1857.